# Academia de Ciencias de Estonia
La Academia de Ciencias de Estonia (en estonio: Eesti Teaduste Akadeemia, en latín: Academia Scientiarum Estoniae), fundada en 1938, es la institución nacional encargada de promover el avance de la ciencia y la investigación en Estonia. Con sede en Tallin, la academia opera como una entidad independiente, integrada por un grupo selecto de científicos de renombre, cuya misión principal es fomentar el desarrollo de la investigación, impulsar la cooperación científica a nivel internacional y difundir el conocimiento al público general. En marzo de 2017, la academia contaba con 77 miembros activos y 20 miembros extranjeros, lo que subraya su relevancia como foro de interacción y colaboración científica. Desde el 15 de octubre de 2014, su presidente es el matemático Tarmo Soomere, quien ha liderado la institución en su esfuerzo por consolidar su papel en el ámbito científico mundial.
Inicialmente, fue creada en 1938 como una sociedad académica destinada a agrupar a los intelectuales y científicos más destacados del país. Sin embargo, con la ocupación de Estonia por la Unión Soviética en 1940, la academia fue disuelta el 17 de julio de ese mismo año. Durante el período soviético, en junio de 1945, la academia fue restablecida bajo el nombre de Academia de Ciencias de la RSS de Estonia (Eesti NSV Teaduste Akadeemia), momento en el cual adquirió un rol central en el sistema científico de la república soviética. En ese entonces, la academia no solo supervisaba una biblioteca central, sino que también contaba con cuatro divisiones que albergaban 15 institutos de investigación, además de otras sociedades científicas y museos, lo que la convertía en un centro de referencia para el conocimiento científico en la región.
Con el advenimiento de la independencia de Estonia a finales de los años 80, la Academia de Ciencias de Estonia recuperó su autonomía y fue reestructurada para adaptarse a la nueva realidad del país. En abril de 1989, antes de que se formalizara la independencia estonia en 1991, la academia retomó su nombre original y fue sometida a un proceso de reorganización que culminó en su actual configuración. Desde entonces, ha seguido desempeñando un papel fundamental en el desarrollo de la ciencia en Estonia, actuando como puente entre la comunidad científica local e internacional, y manteniendo su compromiso de contribuir al avance del conocimiento científico, tanto en el contexto estonio como a nivel global.
La sede de la Academia se encuentra en Tallin, en la calle Kohtu, en un edificio proyectado por el arquitecto Martin Gropius en 1865.